# Process Sensitivity Level
Der Process Sensitivity Level (PSL, englisch, dt. in etwa Prozessempfindlichkeitsklasse) beschreibt die Empfindlichkeit eines elektronischen Bauelements gegenüber dem Standard-Lötprozess.

## Hintergrund
Nicht alle erhältlichen elektronischen Bauteile überstehen die Bedingungen der Standard-Fertigungsprozesse. Diese können beispielsweise Temperatur oder ein bestimmtes Reinigungsmittel sein. Diese speziellen Prozessempfindlichkeiten werden in der Klassifizierung abgebildet.

## Standardisierung
Die Klassifizierung R0 bedeutet beispielsweise keine besondere Prozessempfindlichkeit, R9A darf bis maximal 240 °C aufgeheizt werden. Die genauen Klassifizierungen sind in der Norm ECA/IPC/JEDEC J-STD-075 beschrieben.